# Live in the City of Light
Live in the City of Light är ett livealbum av Simple Minds, släppt 1987. Merparten av albumet är inspelat under en konsert på Le Zénith i Paris den 12 augusti 1986.

## Låtlista
Sida ett
1. "Ghostdancing" - 7:22
2. "Big Sleep" - 4:27
3. "Waterfront" - 5:21
4. "Promised You a Miracle" - 4:38
5. "Someone Somewhere in Summertime" - 5:59
6. "Oh Jungleland" - 6:35
7. "Alive and Kicking" - 6:27

Sida två
1. "Don't You Forget About Me" - 6:37
2. "Once Upon a Time" - 6:06
3. "Book of Brilliant Things" - 4:53
4. "East at Easter" - 4:20
5. "Sanctify Yourself" - 7:06
6. "Love Song/Sun City/Dance to the Music" - 7:02
7. "New Gold Dream" - 5:31

## Medverkande
- Jim Kerr - sång
- Charlie Burchill - gitarr
- Michael McNeil - keyboars, piano
- John Giblin - bas
- Mel Gaynor - trummor,sång
- Robin Clark - sång
- Sue Hadjopoulos - slagverk
- Lisa Germano - violin
- Douglas Cowan - datorer